# Ernesto Ueltschi
Ernesto Arturo Ueltschi (San Rafael, Mendoza, 1 de abril de 1922 − Buenos Aires, 6 de julio de 2014) fue un político argentino de profesión maestro nacional y abogado.

## Juventud y Familia
Hijo de Oscar Rodolfo Ueltschi y Marta Hübbe, fue un activista radical. Descendiente de una familia suiza inmigrante. Era una  promesa naciente del partido de Alem, en la dirección de un orden nacional que obedecía a una corriente yrigoyenista cristalizada en la inmutabilidad. Desde temprana edad mostró una gran disposición y gran empuje para trabajar por el bien común en su ciudad natal de San Rafael. Aceptado como maestro nacional ordinario (1939) en un momento en que esto en sí mismo definía una actitud básica de servicio, desde el principio estuvo completamente comprometido en la política activa. Tanto es así que fue elegido diputado provincial por el radicalismo antes de cumplir el servicio militar.

## Vida Política
Ernesto Ueltschi Los líderes radicales mendocinos, que sobre estimaban y al mismo tiempo lo contenían con sus amigos, que cuestionan su autoridad tradicional. Fue elector ordinario en 1957 para luego disputar una candidatura a gobernador de la UCRI, nada menos que contra Alfredo Vítolo, quien encarna todos los mitos del radicalismo. Gracias a la victoria de Ueltschi, Vítolo ingresó a las filas de los funcionarios del gobierno nacional y fue nombrado ministro del Interior.
En septiembre de 1955, un golpe militar derrocó al peronismo del poder. El 23 de febrero de 1958, Ueltschi fue nombrado gobernador de Mendoza, como Frondizi  Sobre sus preferencias o prejuicios. Su compañero de fórmula, Pedro Lucas Luja, encabezó el Senado y cumplió con creces sus deberes institucionales. Otro sanrafaelino, Rodolfo Calvo, preside la Cámara de Representantes.

## Gobernador de Mendoza
El Gobierno de Ernesto Uelschi duró tres años, como lo designaba la Constitución de Mendoza y, por esta razón, fue uno de los ejecutivos elegidos en 1958 que lo terminó su mandato, porque los colegas fueron derrocados con el golpe de Estado contra Fondizi en 1962. No para una pieza corta, el paso como primer funcionario provincial fue menos fértil.
De manera muy cooperativa y coherente con la política nacional, la gestión de Uelschi (19581961) se distingue por medidas trascendentes. A pesar de tener un margen estrecho crónico en las finanzas públicas, envió una regla esencial a la legislatura, la creación de que los ingresos de las regalías de petróleo solo fueran utilizadas para tareas de infraestructura, y la generación de energías limpias como la electricidad, utilizando los beneficios de un recurso agotable para obras inmutables.
Previamente, como relata en sus memorias, Remontando el olvido (2004), le había pedido al Presidente de la Nación, con quien tenía diálogo fluido, que la ley de hidrocarburos reconozca las regalías dentro del ámbito provincial, ya que se adhería a la política nacional que se condensaba en la batalla por el petróleo, Se creó entonces un sistema cuasi legal, en el cual se realizaban algunos comicios donde ganaban candidatos débiles, bajo esta modalidad fue electo gobernador de la provincia de Mendoza, al ganar las elecciones del 23 de febrero de 1958 por la UCRI de Arturo Frondizi, con la salvedad de la proscripción del peronismo, obteniendo el segundo lugar con el 21.1 % de los votos, detrás del Parido Demócrata que acumulo el 24% de los votos. Estuvo en funciones hasta 1961, durante su gobernación estuvo marcada por la caída de los ingresos, la parálisis de la actividad vitivinícola, el cierre de viñedos y bodegas, y una crisis hídrica severa, provocada por la falta de obras para reparar roturas en las acequias de los ríos Tunuyán y Malargue. También constituyó el Banco de Previsión Social de Mendoza, dotándolo para cumplir su cometido con los recursos que brindaban tanto el Casino como la Lotería Provincial.[cita requerida]
El gobierno de Ueltschi debió enfrentarse a una oposición muy enconada que hacía de cada avance un motivo de denuncia y un escándalo. La incomprensión sobre la importancia de los cambios que se hacían llevó a un resultado electoral adverso en 1961, donde resultó electo el Ing. Francisco Gabrielli, de quien Ueltschi obtuvo la garantía de que las decisiones más trascendentes de su gobierno serían mantenidas, como fue el caso del instituto superior de formación universitaria que instaló en San Rafael para preparar profesionales en la industria alimentaria, que hoy es una facultad integrada a la Universidad Nacional de Cuyo.[cita requerida]

## Post-Gobierno
Luego de ejercer el gobierno, se desempeñó como miembro del directorio de la empresa Carbometal y trabajo para a crear empresas en el sector exportador frutícola.
Fue docente en la Facultad San Francisco de la Universidad Católica Argentina de Mendoza dictando "Estructura de la Economía Argentina y Mundial."
Fue permanentemente buscado como persona de consulta de distintos gobernadores y políticos mendocinos y Nacionales. En su último homenaje ocurrido en San Rafael, un año antes de su muerte, contó con la presencia de dos exgobernadores (José Octavio Bordón y Julio Cobos) y ex intendentes que luego tuvieron gran desempeño en la política nacional, como Ernesto Sanz y Omar Félix. Muchos recordaban la excelente y persuasiva oratoria que lo caracterizó como legislador y gobernante. 

## Desarrollismo
Fue uno de los fundadores del MID (Movimiento de Integración y Desarrollo). En el Desarrollismo ocupó diversos cargos incluyendo la secretaría general del Comité Nacional. Toda su trayectoria está signada por la coherencia y lealtad al ideario desarrollista en el que se condensó el compromiso nacional que lo había llevado a militar desde muy joven en el radicalismo. Así lo demostró en el gobierno, en la cátedra, en la gestión empresarial y siempre con un modo de vida digno, ejemplar, del que están legítimamente orgullosos sus amigos y descendientes.
Además de las “vivencias de un mendocino memorioso”, como subtituló la obra Remontando el olvido, publicó otro libro en 2006, Abrazando el recuerdo, que dedicó a temas más intimistas y como muestrario de su humor, inteligencia y picardía, características que lo acompañaron toda su existencia, refiriéndose sobre todo a familiares, amigos, y personajes que trató en su juventud, en inolvidables excursiones de caza, en reuniones sociales y en episodios insólitos, constituyendo un formidable mosaico de memorias que no se fueron con él, pues las pudo trasladar al papel.
Un hombre público que supo preservar el ámbito de lo privado para los afectos más cercanos. Ocupó su cargo de Gobernador de la etapa de Arturo Frondizi en la Presidencia de la Nación.